# Dolichoderus setosus
Dolichoderus setosus is een mierensoort uit de onderfamilie van de Dolichoderinae. De wetenschappelijke naam van de soort is voor het eerst geldig gepubliceerd in 1959 door Kempf.